# Čermany
Čermany é um município da Eslováquia, situado no distrito de Topoľčany, na região de Nitra. Tem 10,84 km² de área e sua população em 2018 foi estimada em 362 habitantes.

## Demografia
| Ano:        | 1994 | 2004   | 2014   | 2024 |
| ----------- | ---- | ------ | ------ | ---- |
| Broj ljudi: | 397  | 385    | 366    | 366  |
| Razlika:    |      | -3,02% | -4,93% | +0%  |

| Ano:               | 2023 | 2024   |
| ------------------ | ---- | ------ |
| Número de pessoas: | 363  | 366    |
| Diferença:         |      | +0,82% |